# العلاقات الآيسلندية الكويتية
العلاقات الآيسلندية الكويتية هي العلاقات الثنائية التي تجمع بين آيسلندا والكويت.

## مقارنة بين البلدين
هذه مقارنة عامة ومرجعية للدولتين:
| وجه المقارنة                                              | آيسلندا          | الكويت        |
| --------------------------------------------------------- | ---------------- | ------------- |
| المساحة (كم2)                                             | 103.00 ألف       | 17.82 ألف     |
| عدد السكان (نسمة)                                         | 317.35 ألف       | 4.14 مليون    |
| الكثافة السكانية (ن./كم²)                                 | 3.08             | 232.32        |
| العاصمة                                                   | ريكيافيك         | مدينة الكويت  |
| اللغة الرسمية                                             | اللغة الآيسلندية | اللغة العربية |
| العملة                                                    | كرونة آيسلندية   | دينار كويتي   |
| الناتج المحلي الإجمالي (بليون دولار)                      | 23.91 مليار      | 120.13 مليار  |
| الناتج المحلي الإجمالي (تعادل القوة الشرائية) بليون دولار | 15.79 مليار      | 290.53 مليار  |
| الناتج المحلي الإجمالي الاسمي للفرد دولار أمريكي          | 50.17 ألف        | 29.30 ألف     |
| الناتج المحلي الإجمالي للفرد دولار أمريكي                 | 46.55 ألف        | 73.25 ألف     |
| مؤشر التنمية البشرية                                      | 0.899            | 0.816         |
| رمز المكالمات الدولي                                      | +354             | +965          |
| رمز الإنترنت                                              | .is              | .kw           |
| المنطقة الزمنية                                           | 00، أوروبا/لندن ‏ | ت ع م+03:00   |

## منظمات دولية مشتركة
يشترك البلدان في عضوية مجموعة من المنظمات الدولية، منها:
| علم المنظمة | اسم المنظمة                               | تاريخ انضمام آيسلندا | تاريخ انضمام الكويت |
| ----------- | ----------------------------------------- | -------------------- | ------------------- |
|             | المنظمة الهيدروغرافية الدولية             | ?                    | ?                   |
|             | الاتحاد البريدي العالمي                   | ?                    | ?                   |
|             | يونسكو                                    | 8 يونيو 1964         | 18 نوفمبر 1960      |
|             | البنك الدولي للإنشاء والتعمير             | 27 ديسمبر 1945       | 13 سبتمبر 1962      |
|             | منظمة التجارة العالمية                    | ?                    | ?                   |
|             | وكالة ضمان الاستثمار متعدد الأطراف        | 25 سبتمبر 1998       | 12 أبريل 1988       |
|             | الاتحاد الدولي للاتصالات                  | 1 أكتوبر 1906        | 14 أغسطس 1959       |
|             | منظمة الشرطة الجنائية الدولية             | ?                    | ?                   |
|             | مؤسسة التمويل الدولية                     | 20 يوليو 1956        | 13 سبتمبر 1962      |
|             | الأمم المتحدة                             | 19 نوفمبر 1946       | 14 مايو 1963        |
|             | مؤسسة التنمية الدولية                     | 19 مايو 1961         | 13 سبتمبر 1962      |
|             | منظمة حظر الأسلحة الكيميائية              | ?                    | ?                   |
|             | المركز الدولي لتسوية المنازعات الاستشارية | 14 أكتوبر 1966       | 4 مارس 1979         |

## وصلات خارجية
- موقع وزارة الخارجية الآيسلندية
- موقع وزارة الخارجية الكويتية